# Jasmin Tabatabai

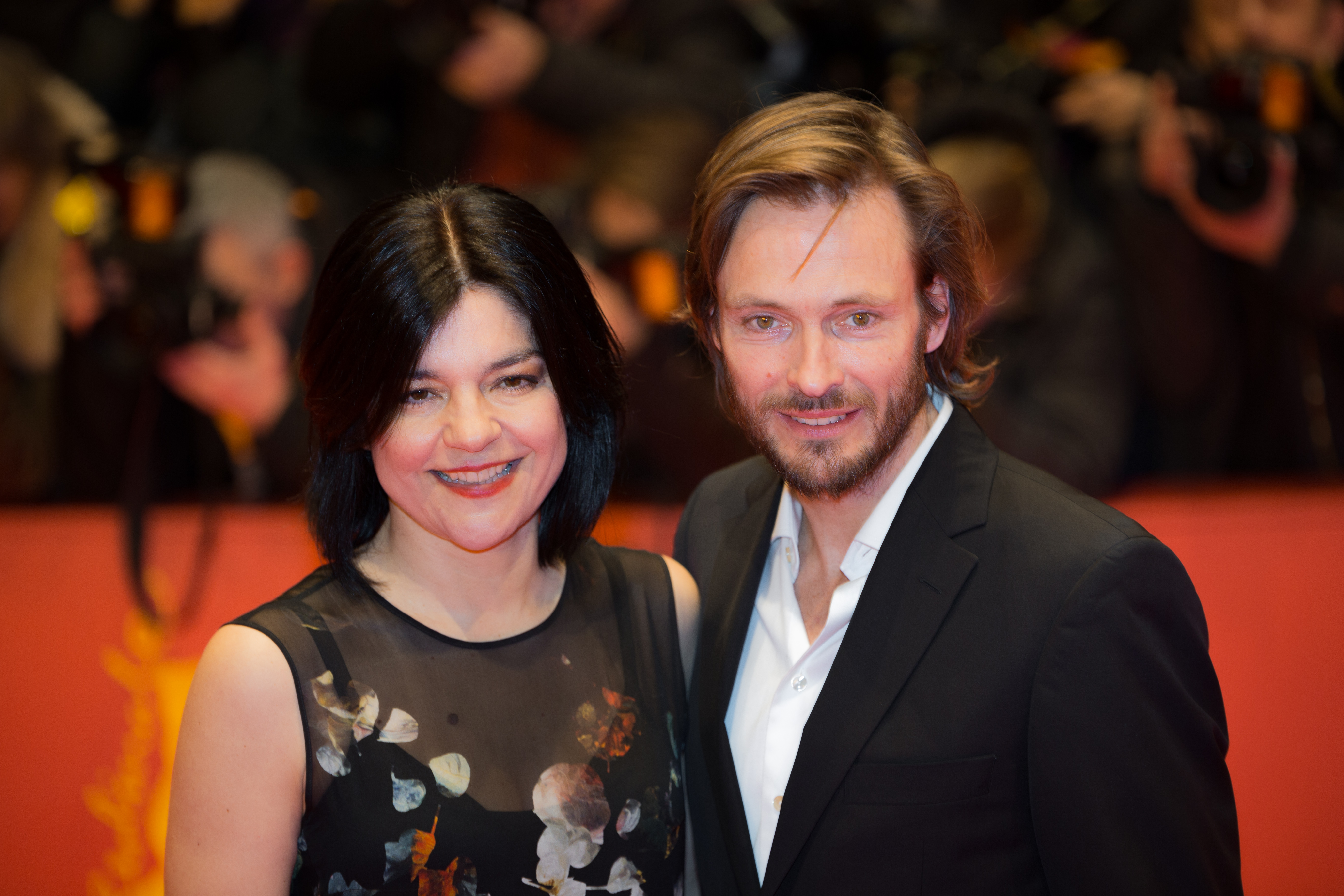
Jasmin Tabatabai mit ihrem Lebensgefährten Andreas Pietschmann auf der Berlinale 2017

Jasmin Tabatabai (persisch یاسمین طباطبائی [jɔːsˈmiːn tæbɔːtæbɔːˈiː]; * 8. Juni 1967 in Teheran, Iran) ist eine deutsch-iranische Schauspielerin, Synchronsprecherin, Hörspielsprecherin, Hörbuchsprecherin und Musikerin. Ihren Durchbruch hatte sie 1997 in Katja von Garniers Musikfilm Bandits.

## Leben

### Kindheit und Jugend
Der aus dem Iran stammende Vater Jasmin Tabatabais und ihre deutsche Mutter lernten sich 1956 auf dem Münchner Oktoberfest kennen. Von 1958 bis 1979 lebte die Familie in Teheran, wo Jasmin Tabatabai die Deutsche Schule Teheran besuchte. Während der Islamischen Revolution, als sie 12 Jahre alt war, verließ die Familie das Land. Der Vater kehrte nach einem Jahr in Deutschland in den Iran zurück, wo er 1986 starb. Jasmin Tabatabai besitzt die Staatsbürgerschaften beider Länder. Im Buch Rosenjahre beschreibt Tabatabai ihre frühen Kindheitserinnerungen im Iran.

### Familie
Jasmin Tabatabai war vom 1. Juni 2003 an mit dem US-amerikanischen Musiker Tico Zamora verheiratet und hat mit ihm eine am 3. Dezember 2002 geborene Tochter. Im Sommer 2006 trennten sich Tabatabai und ihr Ehemann, 2008 wurde die Ehe geschieden. Seit dem Sommer 2007 ist Tabatabai mit dem Schauspieler Andreas Pietschmann liiert, den sie bei den Dreharbeiten zu Der Tag wird kommen kennenlernte. Mit Pietschmann hat sie eine am 5. Juli 2009 geborene Tochter. Zusammen leben sie seit 2006 in dem ehemaligen Haus des DDR-Ministerpräsidenten Otto Grotewohl in Berlin-Pankow. Am 13. August 2013 kam Tabatabais drittes Kind, ein Sohn, zur Welt.

## Karriere

### Schauspielerin

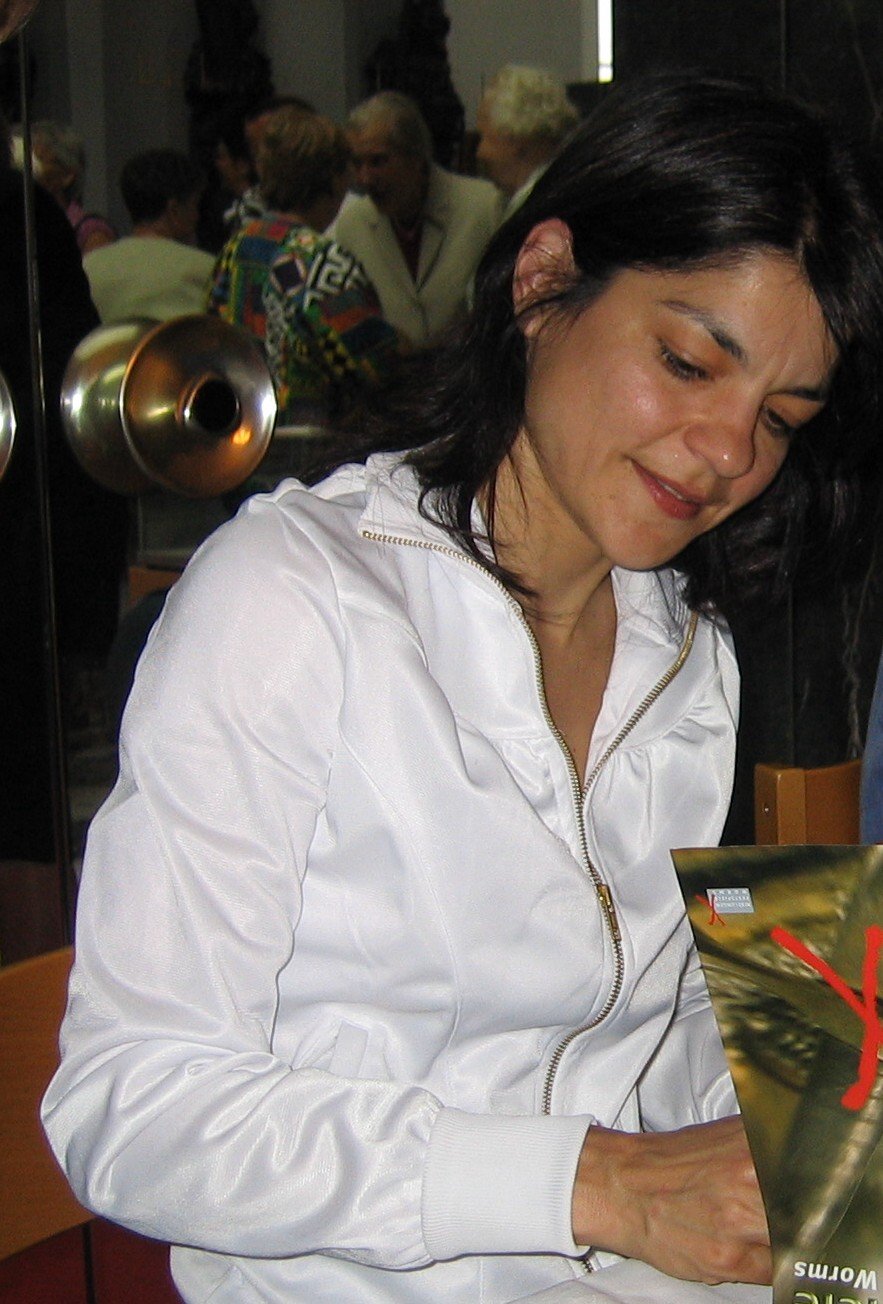
Jasmin Tabatabai gibt ein Autogramm (2006)

Nach dem Abitur 1986 am Feodor-Lynen-Gymnasium in Planegg im oberbayerischen Landkreis München studierte Tabatabai von 1988 bis 1992 an der Hochschule für Musik und Kunst in Stuttgart Schauspiel.  Für den Film entdeckt wurde sie kurz nach Abschluss ihrer Ausbildung. Sie spielte 1992 die Hauptrolle in dem Schweizer Kinospielfilm Kinder der Landstrasse, wofür sie beim Filmfestival von Amiens in Frankreich den Preis als beste Hauptdarstellerin erhielt. Im Herbst 1992 bekam sie ein Engagement am Hans-Otto-Theater in Potsdam. 1995 stand sie für Die Mediocren an der Seite von Jürgen Vogel erstmals in ihrer Heimat Deutschland vor der Kamera. Den Durchbruch brachte ihr 1997 die Rolle der Ausbrecherin Luna in Katja von Garniers Musikfilm Bandits, bei welchem sie gemeinsam mit Nicolette Krebitz auch den Soundtrack schrieb und komponierte. Ebenfalls 1997 synchronisierte sie die Figur Meg in Disneys Hercules (Sprache und Gesang) und 2007 die Ich-Erzählerin Marjane Satrapi im französischen Film Persepolis. Neben Senta Berger, Hannelore Elsner und anderen bekannten Schauspielerinnen gehörte sie 2001 zum deutschen Synchron-Ensemble des preisgekrönten französischen Films 8 Frauen.
2006 und 2007 spielte sie bei den Wormser Nibelungenfestspielen die Kriemhild. Im Juni sowie im November/Dezember 2008 stand sie im Berliner Theater am Kurfürstendamm in einer freien Interpretation des Bühnenstücks Drei Schwestern mit Katja Riemann, Nicolette Krebitz, Frank Voigtmann und anderen auf der Bühne.
Jasmin Tabatabai spielte in Filmen von Peter Stauch (Help the Old, Pieces of my Heart), Helmut Dietl (Late Show), Oskar Roehler (Gierig, Die Unberührbare), Xavier Koller (Gripsholm), Angelina Maccarone (Fremde Haut) und Ralf Huettner (Mondscheintarif). In Die Prinzessin auf der Erbse – Qual der Wahl Royal (2007), einer Episode aus der ProSieben-Märchenstunde, übernahm sie an der Seite von Matze Knop eine komödiantische Rolle als Gundula von Natterstein. Daneben gastierte sie wiederholt in Krimireihen wie Rosa Roth, Donna Leon und Kommissarin Lucas. Von 2012 bis 2024 verkörperte Tabatabai in der ZDF-Krimiserie Letzte Spur Berlin die durchgehende Rolle der Kriminalhauptkommissarin Mina Amiri.
Im Jahr 2024 folgte die Aufnahme in die Europäische Filmakademie, die alljährlich die Europäischen Filmpreise verleiht.

### Musikerin

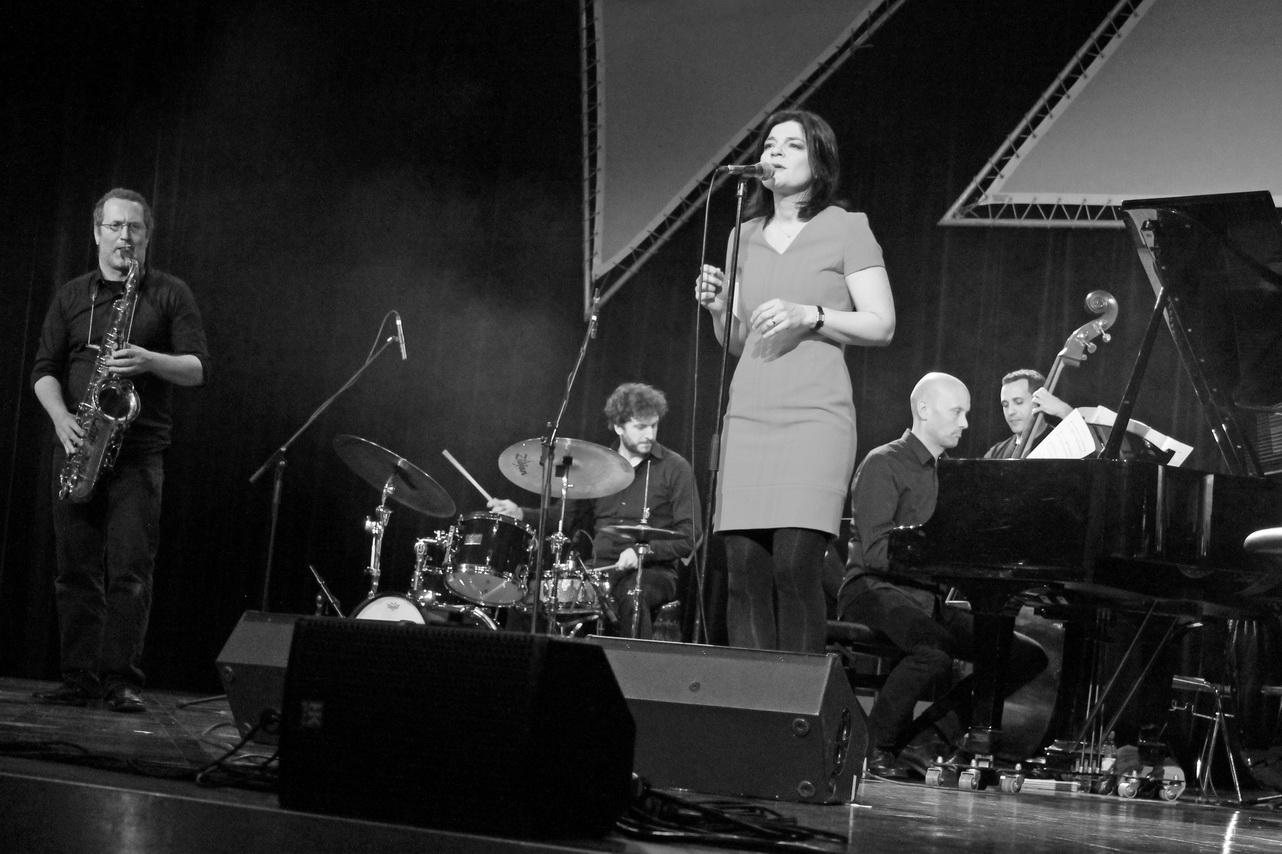
Jasmin Tabatabai singt beim Jazzfestival St. Ingbert (2017)

Jasmin Tabatabai war Leadsängerin der 1993 in Berlin gegründeten Frauen-Country-Rockband Even Cowgirls Get The Blues, mit der sie fast 5 Jahre tourte, drei Alben veröffentlichte (die Band wurde nach nur einem halben Jahr von MCA/Universal unter Vertrag genommen) und von der sie sich 1997 nach dem Erfolg mit dem Film Bandits trennte.
Während dieser Zeit sang sie zusammen mit Bela B, dem Schlagzeuger der Band Die Ärzte, im Duett das Lied Geh mit mir, das auf dem Ärzte-Album Planet Punk erschien. 2001 gründete sie das Independent-Label Polytrash, eine selbstironische Namensgebung. Im Frühjahr 2002 veröffentlichte sie ihr erstes Solo-Album mit dem Titel Only Love und ein Jahr später das Live-Album Only Live. Für den US-amerikanischen Spielfilm Iron Jawed Angels von Katja von Garnier komponierte und sang sie fünf Lieder zusammen mit ihrem damaligen Mann, dem amerikanischen Musiker Tico Zamora. 2003 wirkte sie an dem Benefizprojekt zum Red Nose Day für ProSieben mit und veröffentlichte unter anderem mit Nena, Ben, Sasha, Udo Lindenberg, Joachim Witt und Helge Schneider das Lied Wunder gescheh’n. 2005 sang sie das Stück Ich bin die Nacht, das auf dem Album Selma – in Sehnsucht eingehüllt veröffentlicht wurde. 2007 erschien ihr zweites Solo-Album I Ran.
In jüngerem Alter war sie Rock- und Pop-Fan, verstand nach eigener Aussage nicht einmal das Gelassenheit betonende gesangliche Timing von Frank Sinatra im Swing-Stil, konnte mit Jazz nichts anfangen. Erst 2010 entwickelte sich ein Bedürfnis nach „Ruhigerem, Entspannterem, Leiserem“ und damit eine Hinwendung zum Jazz. Im Jahr 2011 erschien das Album Eine Frau mit deutschsprachigen Liedern im Jazz- und Swing-Stil. Im Mai 2016 erschien das Album Was sagt man zu den Menschen, wenn man traurig ist? Beide Alben wurden von dem Schweizer Komponisten David Klein produziert. Auch das dritte Album Jagd auf Rehe (2020) wurde von David Klein produziert. Es enthält nur einen einzigen neuen Song aus ihrer Feder, zudem unter anderem neu arrangierte Lieder von Reinhard Mey, Franz Schubert, Hildegard Knef, den Beatles, Annie Lennox und Nick Drake. Ihre aktuelle Begleitband besteht (Stand: 2020) aus einem Schweizer, einem Holländer und einem Schwaben. Sie sagt: „Meine Religion ist die Musik, eine universelle Sprache, die alle zusammenbringt.“ Für Eigenkompositionen, sagt sie, hat sie als Zentrum einer fünfköpfigen Familie und zwei Berufstätigkeiten kaum Freiraum.

## Sonstiges
- Jasmin Tabatabai war am 23. Mai 2009 Mitglied der 13. Bundesversammlung. Sie vertrat das Land Baden-Württemberg und war von der Landtagsfraktion von Bündnis 90/Die Grünen nominiert worden.
- Sie war mit Film-Sequenzen, die auf einer Videoleinwand gezeigt wurden, in das Stück Hexenjagd von Dieter Wedel bei den 66. Bad Hersfelder Festspielen integriert.[10]

## Filmografie (Auswahl)
- 1992: Kinder der Landstrasse

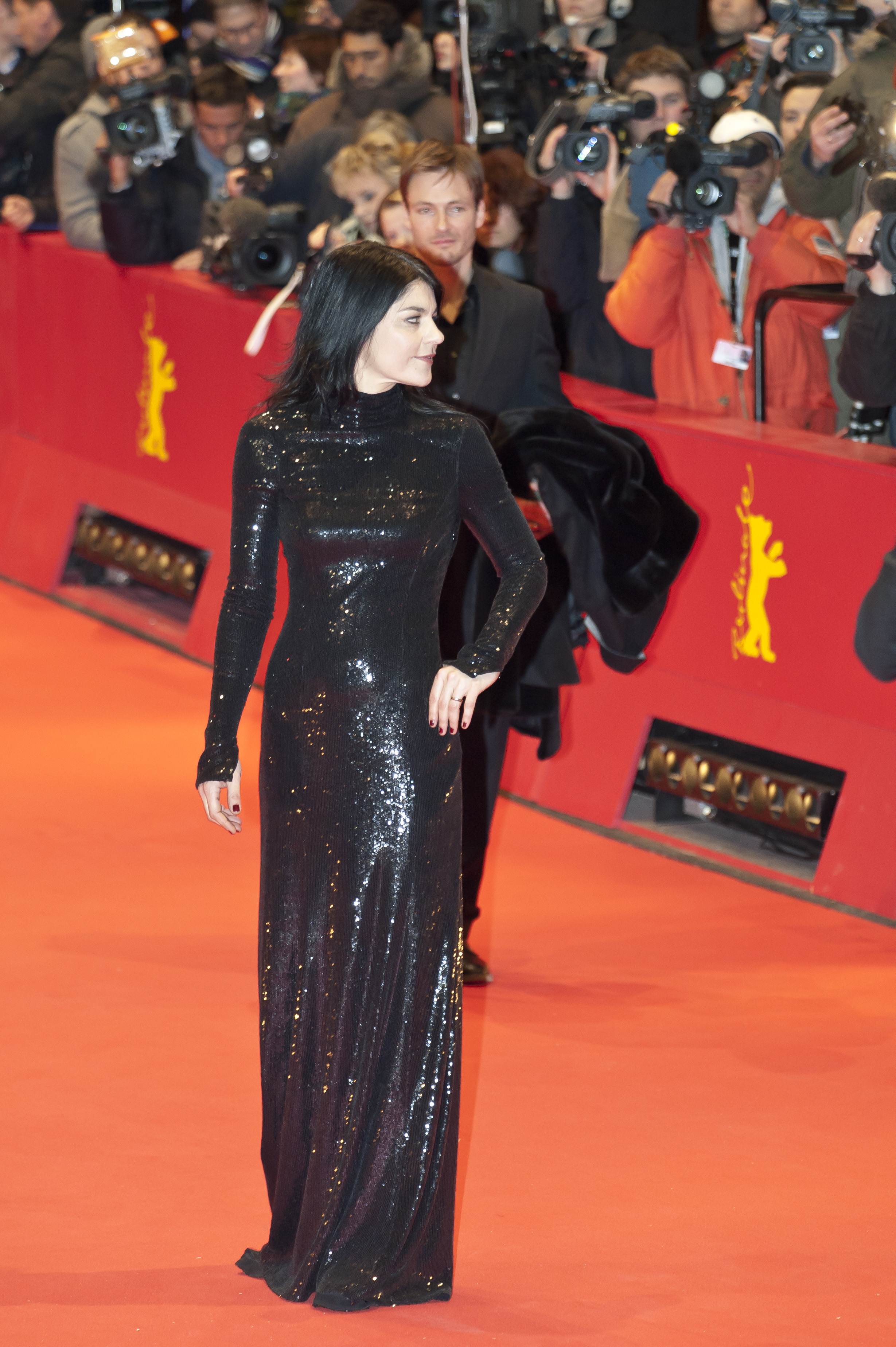
Jasmin Tabatabai auf der Berlinale 2011

- 1993: Dann eben mit Gewalt (Fernsehfilm)
- 1995: Die Mediocren
- 1995: Alles außer Mord (Fernsehserie, Folge Das Kuckucksei)
- 1995: Tatort: Herz As (Fernsehreihe)
- 1995: Zaubergirl (Fernsehfilm)
- 1996: Unbeständig und Kühl (Fernsehfilm)
- 1996: Die Putzfraueninsel
- 1997: Bandagistenglück
- 1997: Hercules (Synchron)
- 1997: Bandits
- 1997: Verspielte Nächte
- 1998: Der Eisbär
- 1998: Help the old (Kurzfilm)
- 1999: Late Show
- 1999: Gierig
- 1999: Rendezvous mit dem Teufel (Fernsehfilm)
- 2000: Die Unberührbare
- 2000: Gripsholm
- 2001: Mondscheintarif
- 2002: Nogo
- 2003: Sams in Gefahr
- 2004: Sergeant Pepper
- 2005: Fremde Haut
- 2005: Noch einmal lieben (Fernsehfilm)
- 2006: Elementarteilchen
- 2006: Vier Minuten
- 2006: Fay Grim
- 2007: Blood and Chocolate
- 2007: Die ProSieben Märchenstunde: Die Prinzessin auf der Erbse – Qual der Wahl Royal
- 2007: Persepolis (Synchron)
- 2007: Meine schöne Bescherung
- 2008: Der Baader Meinhof Komplex
- 2009: Altiplano
- 2009: Deutschland 09
- 2010: Das Leben ist zu lang
- 2010: Der Staatsanwalt (Fernsehserie, Folge Tödliche Erkenntnis)
- 2011: Beutolomäus und die Wunderflöte (Fernsehfilm)
- 2011: Donna Leon – Das Mädchen seiner Träume (Fernsehreihe)
- 2011: Der letzte Bulle (Fernsehserie, Folge Liebe in Not)
- 2012: Kommissarin Lucas – Die sieben Gesichter der Furcht (Fernsehreihe)
- 2012–2024: Letzte Spur Berlin (Fernsehserie)
- 2016: Strawberry Bubblegums (Fernsehfilm)
- 2017: Amelie rennt
- 2021: Fly
- 2021: Mitra
- 2021: Loving Her (Fernsehserie)
- seit 2022: Tatort → siehe Tatort (Berlin)
  - 2022: Das Opfer
  - 2025: Vier Leben
- 2023: Asbest (Serie)
- 2024: Chantal im Märchenland
- 2024: Am Abgrund (Fernsehfilm)
- 2024: Zitronenherzen (Fernsehfilm)
- 2024: Haltlos

## Diskografie
Alben
- 2002: Only Love
- 2003: Only Live (Live-Album)
- 2007: I Ran
- 2007: Ich sehe dich mit Freuden an, Texte von Paul Gerhardt, gemeinsame Lesung mit Rolf Becker, edition chrismon (2007), ISBN 3-938704-27-6
- 2011: Eine Frau
- 2016: Was sagt man zu den Menschen, wenn man traurig ist?
- 2020: Jagd auf Rehe

Singles
- 2003: Wunder gescheh’n (Nena mit Ben, Udo Lindenberg, Sasha, Helge Schneider, Jasmin Tabatabai & Witt)

## Hörspiele (Auswahl)
- 1991: Hartmut Kirste: Per Anhalter ins All – Regie: Hartmut Kirste (17. Folge des Hörspiels – BR/SWF)
- 2002: Andreas Ammer/FM Einheit: Alzheimer 2000/Toter Trakt (Ulrike M.) – Regie: Andreas Ammer/FM Einheit (Hörspiel – WDR/RB)
- 2010: Lothar Trolle:  Hans (im Glück) – Regie: Götz Naleppa (Hörspiel – RBB)
- 2014: Nina Hellenkemper: Die sieben Leben der Marina Abramovic. Der Körper als Kunstwerk – Regie: Nikolai von Koslowski (Hörstück – WDR/NDR/RBB)
- 2023: Hercules (Das Original-Hörspiel zum Disney Film), Walt Disney Records & BookBeat (Hercules (1997))

## Hörbücher (Auswahl)
- 2008: Silvana De Mari: Der letzte Elf, der Hörverlag, ISBN 978-3-8371-7960-6
- 2012: 101 Nacht, der Hörverlag, ISBN 978-3-86717-882-2
- 2024: Shila Behjat: Söhne großziehen als Feministin, Audible-Hörbuch
- 2025: Peter Grandl: Reset. Die Wahrheit stirbt zuerst, Argon Verlag, ISBN 978-3-7324-7732-6 (gemeinsam mit Peter Grandl)

## Auszeichnungen
- 1992: Filmfestival Amiens, Frankreich, Beste Hauptdarstellerin
- 1998: DIVA – Deutscher Entertainment Preis
- 2008: Deutscher Preis für Synchron in der Kategorie „herausragende weibliche Synchronarbeit“ als Stimme von Chiara Mastroianni in Persepolis und als Stimme von Marion Cotillard in La vie en rose
- 2012: Echo Jazz in der Kategorie Sängerin des Jahres national

## Schriften
- Jasmin Tabatabai: Rosenjahre – Meine Familie zwischen Persien und Deutschland. Ullstein, Berlin 2010, ISBN 978-3-550-08837-7 (über ihre frühen Kindheitserinnerungen im Iran).